# Intervento olandese a Bali (1908)
L’intervento olandese a Bali del 1908, o sesta spedizione olandese a Bali, fu una spedizione punitiva condotta dai Paesi Bassi contro alcuni ribelli di Bali, in Indonesia.
Lo scontro si originò quando gli olandesi imposero ai balinesi il monopolio dell'oppio in loro favore. Il raja di Karangasem si oppose a questa imposizione degli olandesi, guidando personalmente una rivolta nella capitale di Klungkung. Rivolte scoppiarono anche a Gelgel, quando i balinesi uccisero un commerciante giavanese di oppio.

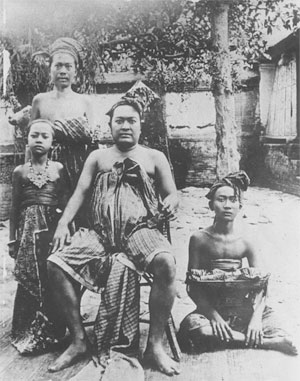
Dewa Agung nel 1908

Gli olandesi inviarono sul posto delle truppe per placare la rivolta. A Gelgel vennero uccisi 100 balinesi, fatto che costrinse il raja a fuggire a Klungkung. Gli olandesi bombardarono quindi la città di Klungkung.
In un confronto finale il 18 aprile 1908, Dewa Agung Jambe, il raja di Klungung, accompagnato da 200 seguaci, tentò una disperata sortita fuori dal suo palazzo, vestito di bianco e con in mano il suo leggendario kriss col quale, secondo una profezia che gli era stata predetta in passato, avrebbe sconfitto i suoi nemici. Il raja venne colpito da una pallottola olandese. Immediatamente, le sei mogli del re si diedero ad applicare quanto previsto dal suicidio cerimoniale, o puputan, uccidendosi a vicenda con i loro kriss, seguite poco dopo da altri balinesi in processione.
Gli olandesi diedero alle fiamme il palazzo reale. Klungkung passò sotto il controllo degli olandesi, e nell'ottobre del 1908 anche il raja di Bangli si sottomise agli europei, negoziando con gli olandesi una forma di protettorato simile a quella proposta per Gianyar e Karangasem. Questi eventi posero fine alla resistenza dei balinesi agli olandesi.